# Медаль Генрі Дрейпера
Медаль Генрі Дрейпера (англ. Henry Draper Medal) — нагорода, що вручається Національною академією наук США за досягнення в галузі астрофізики. Названа на честь американського астронома Генрі Дрейпера, створена за рахунок коштів фонду, заснованого вдовою Дрейпера. Медаль вручається громадянам різних країн.

## Заснування медалі
Генрі Дрейпер (1837—1882), лікар і астроном-аматор, був піонером у використанні фотографії в астрономії. У власній обсерваторії отримав якісні фотознімки поверхні Місяця та Сонця, спектрів Сонця, Марса, Юпітера, комет та яскравих зір. Мері Анна Дрейпер, вдова Генрі Дрейпера і також астрономка-аматорка, заснувала фонд на честь свого чоловіка, і від 1886 року фонд почав присуджувати Медаль Генрі Дрейпера.

## Лавреати
- 1886 — Семюел Пірпонт Ленглі
- 1888 — Едвард Чарлз Пікерінг
- 1890 — Генрі Ровланд
- 1893 — Герман Карл Фоґель
- 1899 — Джеймс Едвард Кілер
- 1901 — Вільям Гаґґінс
- 1904 — Джордж Еллері Гейл
- 1906 — Вільям Воллес Кемпбелл
- 1910 — Чарлз Грілі Аббот
- 1913 — Анрі Александр Деландр
- 1915 — Джоуел Стеббінс
- 1916 — Альберт Абрагам Майкельсон
- 1918 — Волтер Сідні Адамс
- 1919 — Шарль Фабрі
- 1920 — Альфред Фаулер
- 1921 — Пітер Зееман
- 1922 — Генрі Норріс Расселл
- 1924 — Артур Стенлі Еддінгтон
- 1926 — Гарлоу Шеплі
- 1928 — Вільям Геммонд Райт
- 1931 — Енні Джамп Кеннон
- 1932 — Весто Мелвін Слайфер
- 1934 — Джон Стенлі Пласкетт
- 1936 — Чарльз Едвард Кеннет Міс[en]
- 1940 — Роберт Вільямс Вуд
- 1942 — Айра Спрейг Боуен
- 1945 — Пол Віллард Меррілл
- 1947 — Ганс Альбрехт Бете
- 1949 — Отто Струве
- 1951 — Бернар Ліо
- 1955 — Гендрік ван де Гулст
- 1957 — Горес Бебкок
- 1960 — Мартін Шварцшильд
- 1963 — Річард Таузі
- 1965 — Мартін Райл
- 1968 — Бенгт Едлен[en]
- 1971 — Субрахманьян Чандрасекар
- 1974 — Лайман Спітцер
- 1977 — Арно Аллан Пензіас і Роберт Вудро Вільсон
- 1980 — Вільям Вілсон Морган
- 1985 — Джозеф Тейлор молодший
- 1989 — Ріккардо Джованеллі[en] і Марта Гейнс[en]
- 1993 — Ральф Ашер Алфер і Роберт Герман
- 1997 — Богдан Пачинський
- 2001 — Пол Батлер і Джеффрі Марсі
- 2005 — Чарльз Беннет
- 2009 — Ніл Герельс[en]
- 2013 — Вільям Борукі
- 2017 — Беррі Беріш і Стенлі Вайткомб[de]
- 2021: Шепард Доулман та Хайно Фальке